# Stacy (Minnesota)
Stacy es una ciudad ubicada en el condado de Chisago en el estado estadounidense de Minnesota. En el Censo de 2010 tenía una población de 1456 habitantes y una densidad poblacional de 156,99 personas por km².

## Geografía
Stacy se encuentra ubicada en las coordenadas 45°22′30″N 93°0′22″O / 45.37500, -93.00611. Según la Oficina del Censo de los Estados Unidos, Stacy tiene una superficie total de 9.27 km², de la cual 9.1 km² corresponden a tierra firme y (1.93%) 0.18 km² es agua.

## Demografía
Según el censo de 2010, había 1456 personas residiendo en Stacy. La densidad de población era de 156,99 hab./km². De los 1456 habitantes, Stacy estaba compuesto por el 94.44% blancos, el 0.82% eran afroamericanos, el 0.34% eran amerindios, el 1.37% eran asiáticos, el 0.14% eran isleños del Pacífico, el 0.48% eran de otras razas y el 2.4% pertenecían a dos o más razas. Del total de la población el 1.72% eran hispanos o latinos de cualquier raza.